# 炭酸ストロンチウム
炭酸ストロンチウム（たんさんストロンチウム、Strontium carbonate SrCO3）はストロンチウムの炭酸塩である。ブラウン管やフェライト磁石の原料などとして利用される。
天然にはストロンチアン石として産出し、この鉱物が発見されたイギリスの町、ストロンティーアン (Strontian) がストロンチウムの元素名の由来となった。

## 製法
天然にセレスタイト鉱石として存在する硫酸ストロンチウムを原料として生産される。選鉱したセレスタイトから製造した可溶性ストロンチウム塩の水溶液に、炭酸塩を加えるか、水酸化ストロンチウムの水溶液に二酸化炭素を吹き込むと炭酸ストロンチウムが沈殿する。
{\displaystyle {\ce {Sr(OH)2\ + CO2 -> SrCO3\ + H2O}}}

## 性質
直方晶(斜方晶)系で霰石型構造をとる無色結晶であり、格子定数はa=842pm、b=610pm、c=513pmである。屈折率は三軸不等で1.516(c軸方向）、1.644(a軸方向）、1.666(b軸方向）である。
アルカリ土類金属の炭酸塩としては水に対する溶解度が最も小さく、その溶解度積は以下の通りである。
{\displaystyle {\ce {SrCO3\ \rightleftarrows \ Sr^{2}+(aq)\ +CO3^{2}-(aq),}}} {\displaystyle K{\rm {{sp}=7.0\times 10^{-10}}}}
二酸化炭素を含む水には炭酸水素ストロンチウムを生成して、より多く溶解する。
{\displaystyle {\ce {SrCO3\ +CO2\ +H2O\ \rightleftarrows \ Sr^{2}+(aq)\ +2HCO3^{-}(aq)}}}
希酸には容易く溶解し、二酸化炭素を発生させる。
{\displaystyle {\ce {SrCO3\ + 2HCl -> SrCl2\ + CO2\ + H2O}}}
高温では分解して酸化ストロンチウムとなるが、炭酸カルシウムより分解しにくく、二酸化炭素の解離圧が1気圧になるのは1250℃である。
{\displaystyle {\ce {SrCO3 -> SrO\ + CO2}}}